# Democratische Unie van Turko-Islamitische Tataren in Roemenië
De Democratische Unie van Turko-Islamitische Tataren in Roemenië, Roemeens: Uniunea Democrată a Tatarilor Turco-Musulmani din România, of UDTTM is een politieke partij voor de Tataren in Roemenië. Dankzij het Roemeense recht is de partij verzekerd van ten minste één zetel in de Kamer van Afgevaardigden. De partij is na de Roemeense Revolutie in 1989 opgericht, veranderde in 1990 in haar nieuwe naam en heeft tot en met 2012 aan verkiezingen meegedaan. Ze kregen daarbij vanzelf steeds een zetel.
De Democratische Unie van Turken in Roemenië heeft zich in 1990 van de partij afgesplitst.
Alliantie van Liberalen en Democraten · Alliantie voor de Unie van Roemenen · Democratisch-Liberale Partij · Democratische Unie van Hongaren in Roemenië · Groot-Roemeniëpartij · Humanistischekrachtpartij · Nationale Democratische Partij · Nationaal-Liberale Partij · Nationale Christen-Democratische Boerenpartij · Nationale Unie voor de vooruitgang van Roemenië · Nieuwegeneratiepartij · Nieuwe Republiek · Noua Dreaptă · M10 · Partij Verenigd Roemenië · Red Roemenië-Unie · Roemeense Sociale Partij · Sociaaldemocratische Partij · Partijen van etnische minderheden · Volksbewegingspartij